# Karl Max Walthard
Karl Max Walthard (* 1895; † 1971) war ein Schweizer Arzt und Neurologe.
Walthard promovierte 1922 in Medizin an der Universität Bern. 1929 habilitierte er an der Universität Zürich mit einer Arbeit über „die Beziehungen zwischen neurologisch-klinischen Diagnosen und pathologisch-anatomischer Epikrise“ und wurde dort Privatdozent. 1936 wurde er Privatdozent in Physiotherapie an der Universität Genf. Von 1947 bis 1962 war er dort Extraordinarius für Physiotherapie, Hydrologie und Medizinische Klimatologie. Er war Direktor des Genfer Universitätsinstituts für physikalische Therapie und wurde 1963 Honorarprofessor. 1956 veröffentlichte er durch das Schweizerische Gutenbergmuseum ein Buch über seinen Ururgrossvater Beat Ludwig Walthard.